# Салон краси «Венера»
«Салон краси „Венера“» (фр. Vénus beauté (institut)) — французька романтична кінокомедія, поставлена у 1999 році режисеркою Тоні Маршалл. Фільм було номіновано у 7 категоріях на кінопремію «Сезар» 2000 року, у чотирьох з яких (зокрема, за найкращий фільм та найкращу режисерську роботу) він отримав перемогу.

## Сюжет
Анжела (Наталі Бай), головна героїня фільму, працює масажисткою в паризькому салоні краси «Венера». Їй за сорок, вона неодружена та має деякі проблеми з чоловіками, яких вважає своїми коханцями. Бурхливе прояснення стосунків з одним із них на вокзальному пероні привело до знайомства з Антуаном (Самюель Ле Б'ян), який закохався у незнайомку й ладен заради неї кинути наречену, почавши нове життя. За розвитком подій спостерігають колеги Анжели — колишня медсестра Саманта та недавня практикантка, молода співробітниця Марі.

## У ролях
| Наталі Бай      | ···· | Анжела          |
| Самюель Ле Б'ян | ···· | Антуан          |
| Жак Боннаффе    | ···· | Жак             |
| Матильда Сеньє  | ···· | Саманта         |
| Одрі Тоту       | ···· | Марі            |
| Бюль Ож'є       | ···· | власниця салону |
| Робер Оссейн    | ···· | льотчик         |
| Бріжит Руан     | ···· | Маріанна        |
| Еллі Медейрос   | ···· | Евелін          |
| Еммануель Ріва  | ···· | Ліда            |
| Мішлін Прель    | ···· | тітонька Маріз  |
| Клер Дені       | ···· | клієнт-астматик |

## Визнання
| Нагороди та номінації фільму Салон краси «Венера» | Нагороди та номінації фільму Салон краси «Венера» | Нагороди та номінації фільму Салон краси «Венера» | Нагороди та номінації фільму Салон краси «Венера» | Нагороди та номінації фільму Салон краси «Венера» |
| Рік                                               | Нагорода                                          | Категорія                                         | Номінант                                          | Результат                                         |
| ------------------------------------------------- | ------------------------------------------------- | ------------------------------------------------- | ------------------------------------------------- | ------------------------------------------------- |
| 1999                                              | Кінофестиваль романтичного кіно у Кабурі          | Золотий Сван                                      | Тоні Маршалл                                      | Перемога                                          |
| 1999                                              | Кінофестиваль романтичного кіно у Кабурі          | Найкраща акторка-початківець                      | Одрі Тоту                                         | Перемога                                          |
| 2000                                              | Премія «Люм'єр»                                   | Найкраща молода акторка                           | Одрі Тоту                                         | Перемога                                          |
| 2000                                              | Премія «Сезар»                                    | Найкращий фільм                                   | Салон краси «Венера»                              | Перемога                                          |
| 2000                                              | Премія «Сезар»                                    | Найкраща режисерська робота                       | Тоні Маршалл                                      | Перемога                                          |
| 2000                                              | Премія «Сезар»                                    | Найкраща акторка                                  | Наталі Бай                                        | Номінація                                         |
| 2000                                              | Премія «Сезар»                                    | Найкраща акторка другого плану                    | Бюль Ож'є                                         | Номінація                                         |
| 2000                                              | Премія «Сезар»                                    | Найкраща акторка другого плану                    | Матильда Сеньє                                    | Номінація                                         |
| 2000                                              | Премія «Сезар»                                    | Найперспективніша акторка                         | Одрі Тоту                                         | Номінація                                         |
| 2000                                              | Премія «Сезар»                                    | Найкращий сценарій                                | Тоні Маршалл                                      | Перемога                                          |
| 2000                                              | Міжнародний кінофестиваль у Сіетлі                | Найкраща акторка                                  | Наталі Бай                                        | Перемога                                          |